# Armin Mehling
Armin Mehling (* 3. August 1924 in Karlstadt/Main; † 19. Dezember 2008 in Hofheim bei Murnau) war ein deutscher Apotheker und Maler.

## Leben und Wirken
Armin Mehling besuchte eine Oberschule in Würzburg und schloss 1941 den Schulbesuch mit dem Abitur ab. Im Zweiten Weltkrieg wurde er als Jagdflieger mehrmals abgeschossen und verwundet. Im Wintersemester 1945/46 begann er in Würzburg ein Studium mit den Fächern Philosophie und Kunstgeschichte; später wechselte er die Fachrichtung und studierte Pharmazie. Im Jahre 1952 erwarb er die Approbation als Apotheker.
Bis 1976 war er in Kulmbach, in Neumarkt in der Oberpfalz und in München als Apotheker tätig. Aus gesundheitlichen Gründen verpachtete er seine Apotheke, übersiedelte im April 1976 nach Hofheim bei Murnau und widmete sich fortan als freischaffender Künstler der Bildenden Kunst. Schon während seiner Berufsausübung konnte Mehling ab 1964 seine Zeichnungen, Aquarelle und Gemälde in zahlreichen Einzelausstellungen präsentieren.

## Bilder in öffentlichen Sammlungen
- Holländische Staatssammlung
- Wallraf – Richartz – Museum, Köln
- Stedelijk Museum, Gouda
- Museum Prinsentuin, Leewarden
- Museum Massluis
- Museum Bochum
- Museum Hattingen
- Bayerische Staatsgemäldesammlungen, Aschaffenburg
- Sammlung ‚De Vries‘, Delft, als Stiftung an das Museum Maassluis

## Einzelausstellungen (Auswahl)
- 1964 Den Haag
- 1966 Mailand
- 1967 Köln und Frankfurt am Main
- 1970 Gouda und Leewarden
- 1971 Bochum
- 1976 Ketterer, München
- 1980 Paris und Leverkusen
- 1981 Arnheim
- 1982 Amsterdam
- 1985 Eindhoven
- 1986 Bayerische Landesbank München,
- 1987–1989 Stuttgart, Aschaffenburg und Augsburg
- 1983–2004 Garmisch – Murnau und Freising